# Acrocercops ipomoeae
Acrocercops ipomoeae là một loài bướm đêm thuộc họ Gracillariidae. Loài này có ở Cuba.
Ấu trùng ăn các loài Jacquemontia và Ipomoea, bao gồm Ipomoea batatas. Chúng có thể ăn lá nơi chúng làm tổ.